# Calimera
Calimera is een gemeente in de Italiaanse provincie Lecce (regio Apulië) en telt 6753 inwoners (31-12-2021). De oppervlakte bedraagt 11,1 km², de bevolkingsdichtheid is 661 inwoners per km².

## Demografie
Calimera telt ongeveer 2739 huishoudens. Het aantal inwoners daalde in de periode 1991-2001 met 0,4% volgens cijfers uit de tienjaarlijkse volkstellingen van ISTAT.
| Jaar | Inwoneraantal |
| ---- | ------------- |
| 1991 | 7328          |
| 2001 | 7302          |
| 2011 | 7312          |

## Geografie
De gemeente ligt op ongeveer 56 m boven zeeniveau.
Calimera grenst aan de volgende gemeenten: Caprarica di Lecce, Carpignano Salentino, Castri di Lecce, Martano, Martignano, Melendugno, Vernole, Zollino.

## Externe link

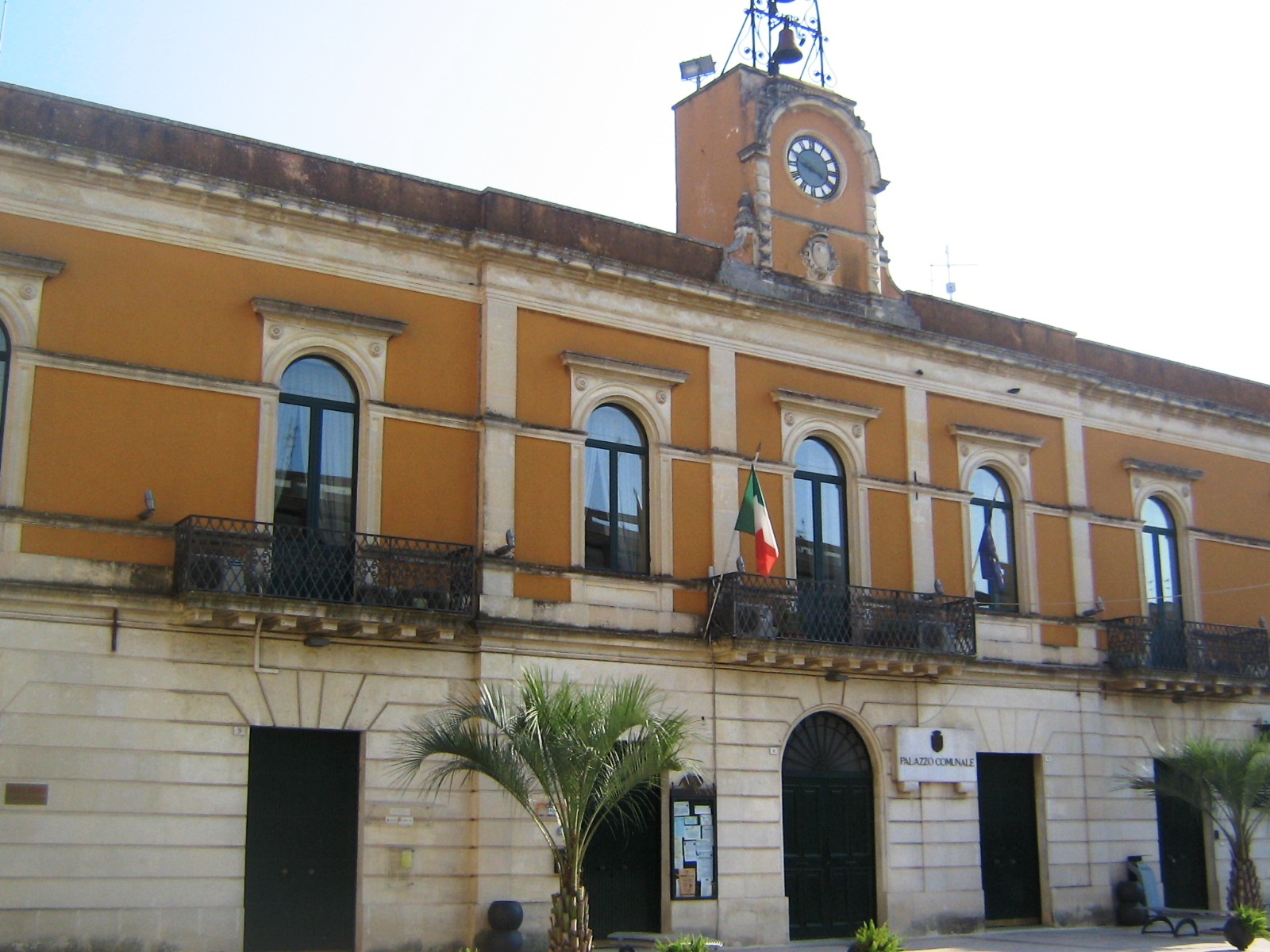
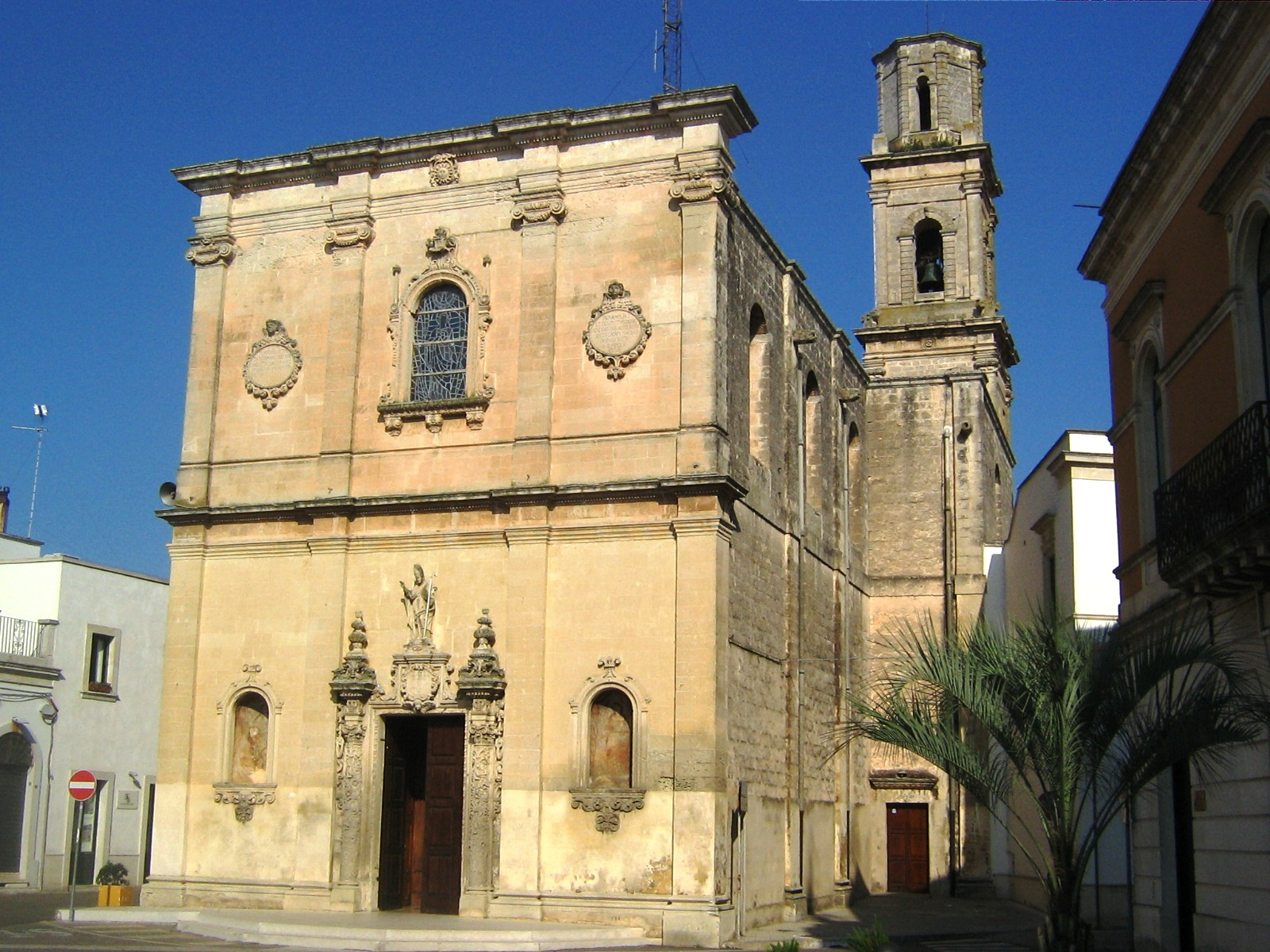
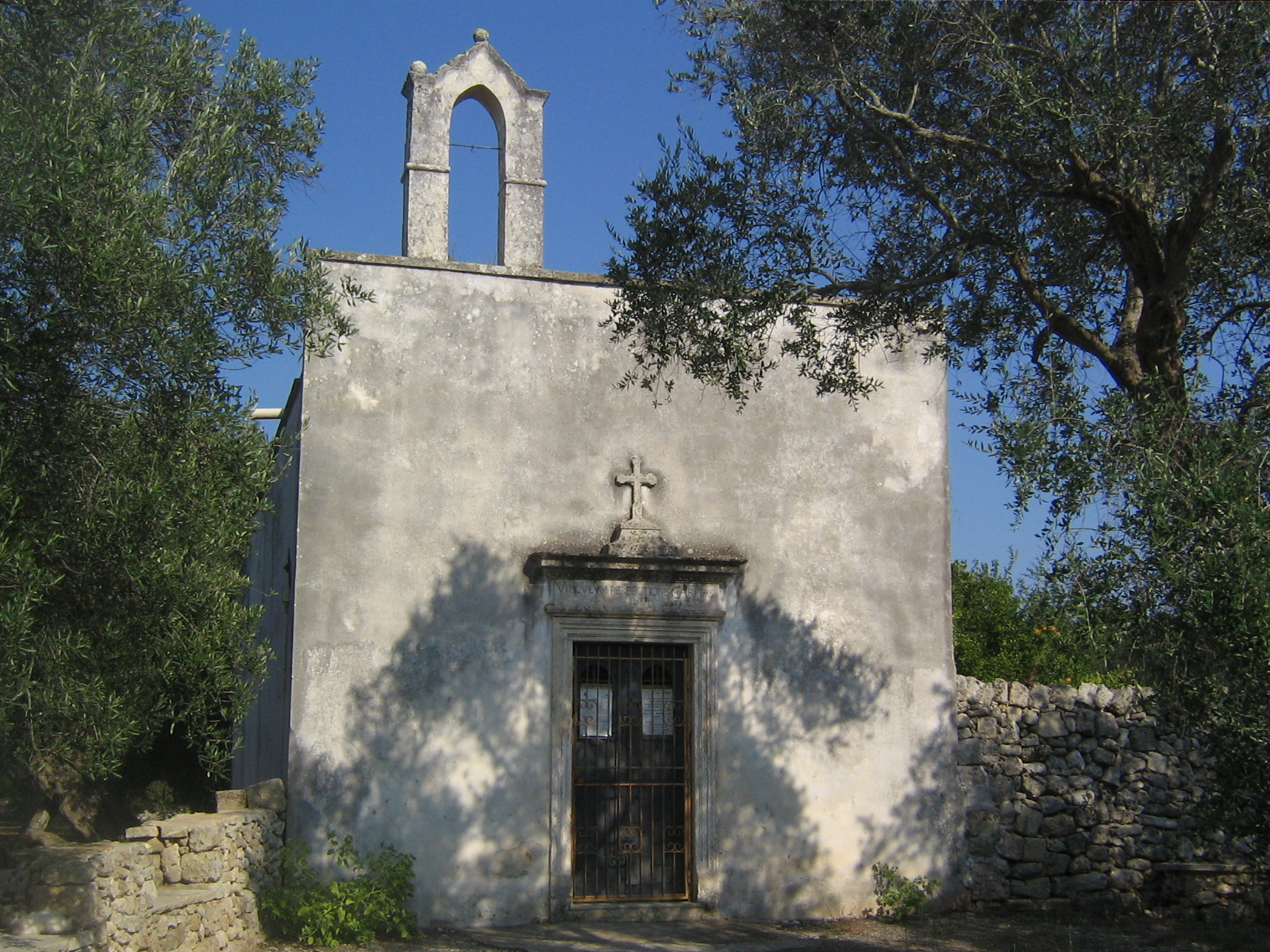
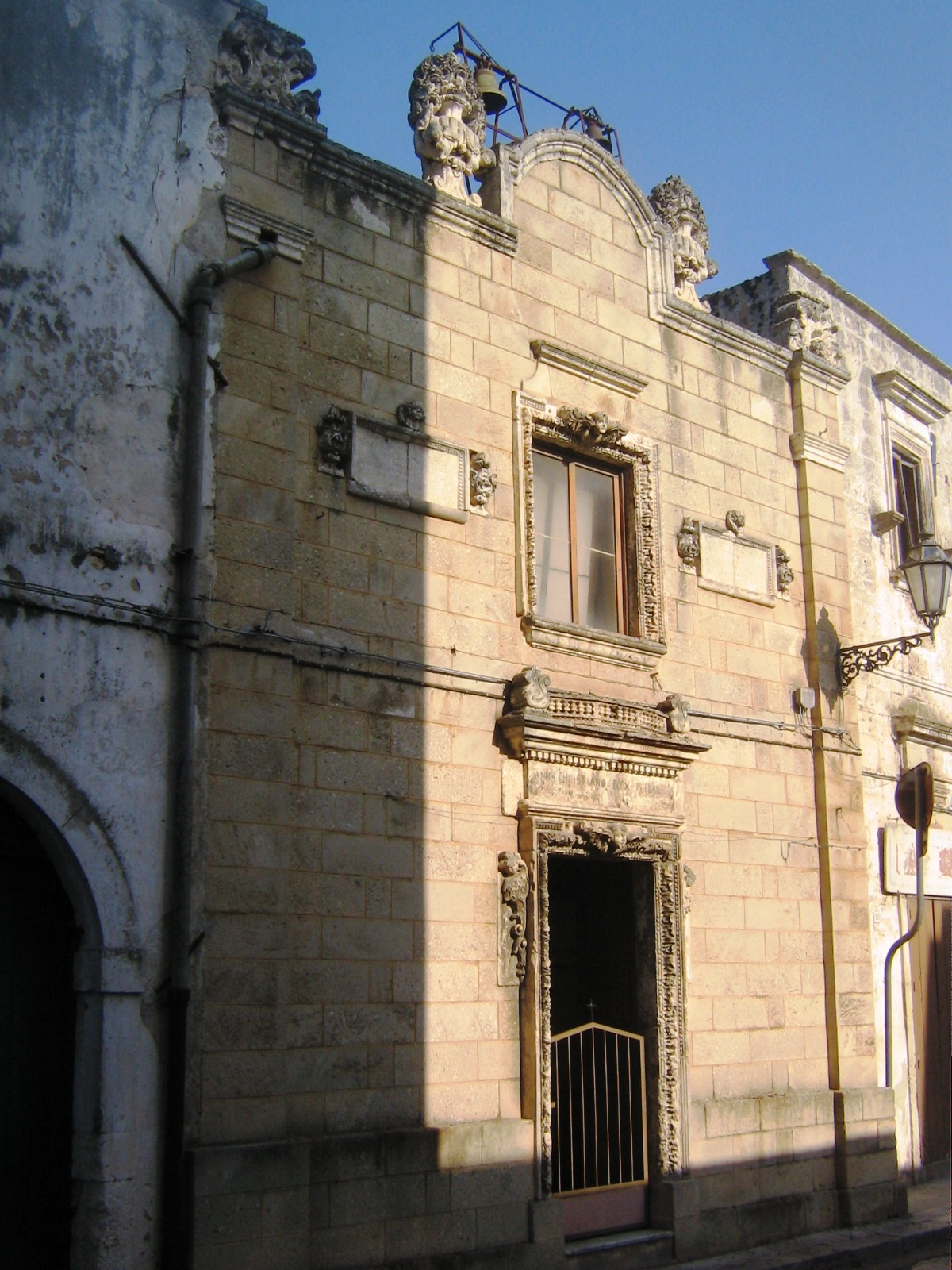
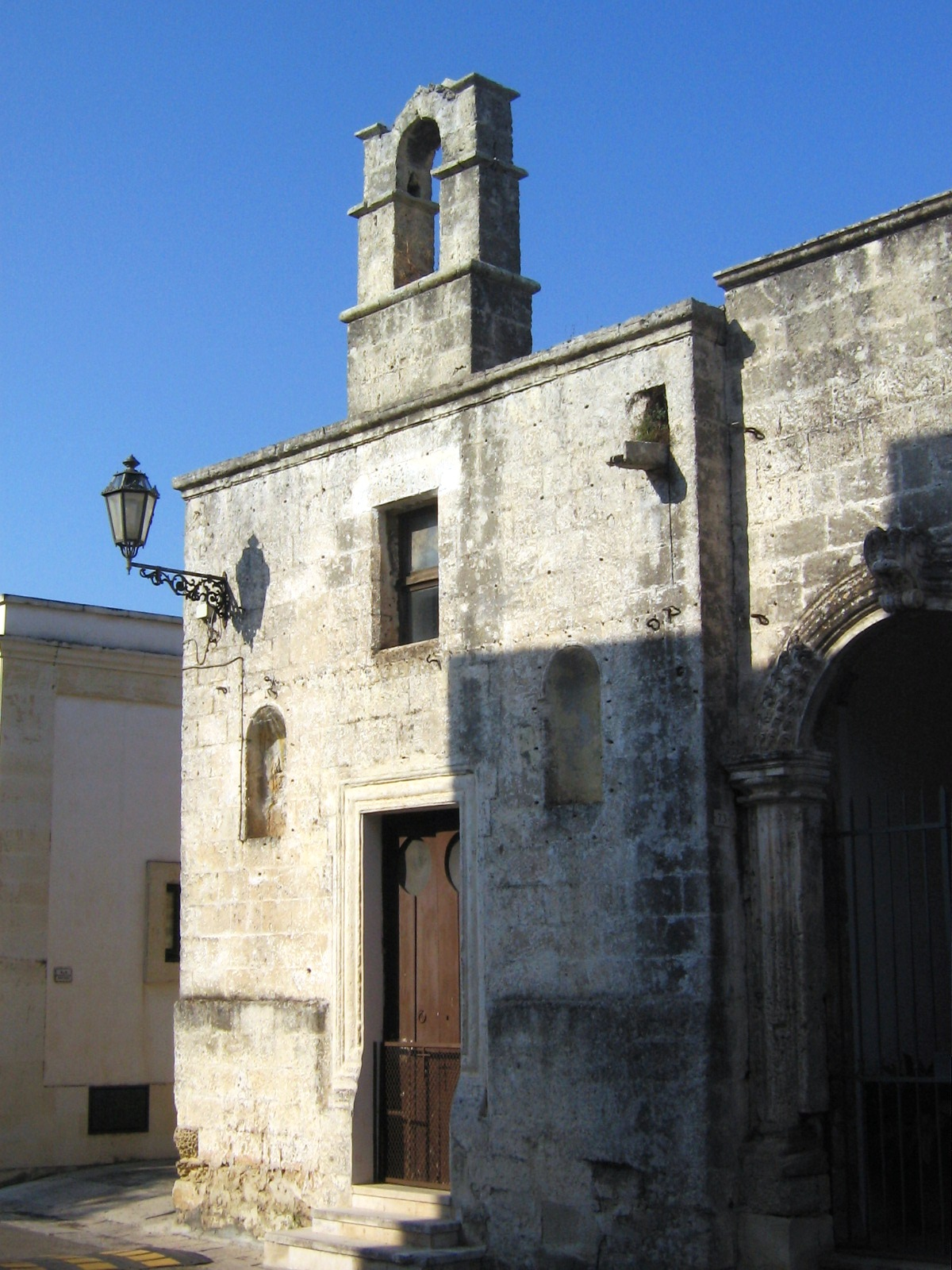
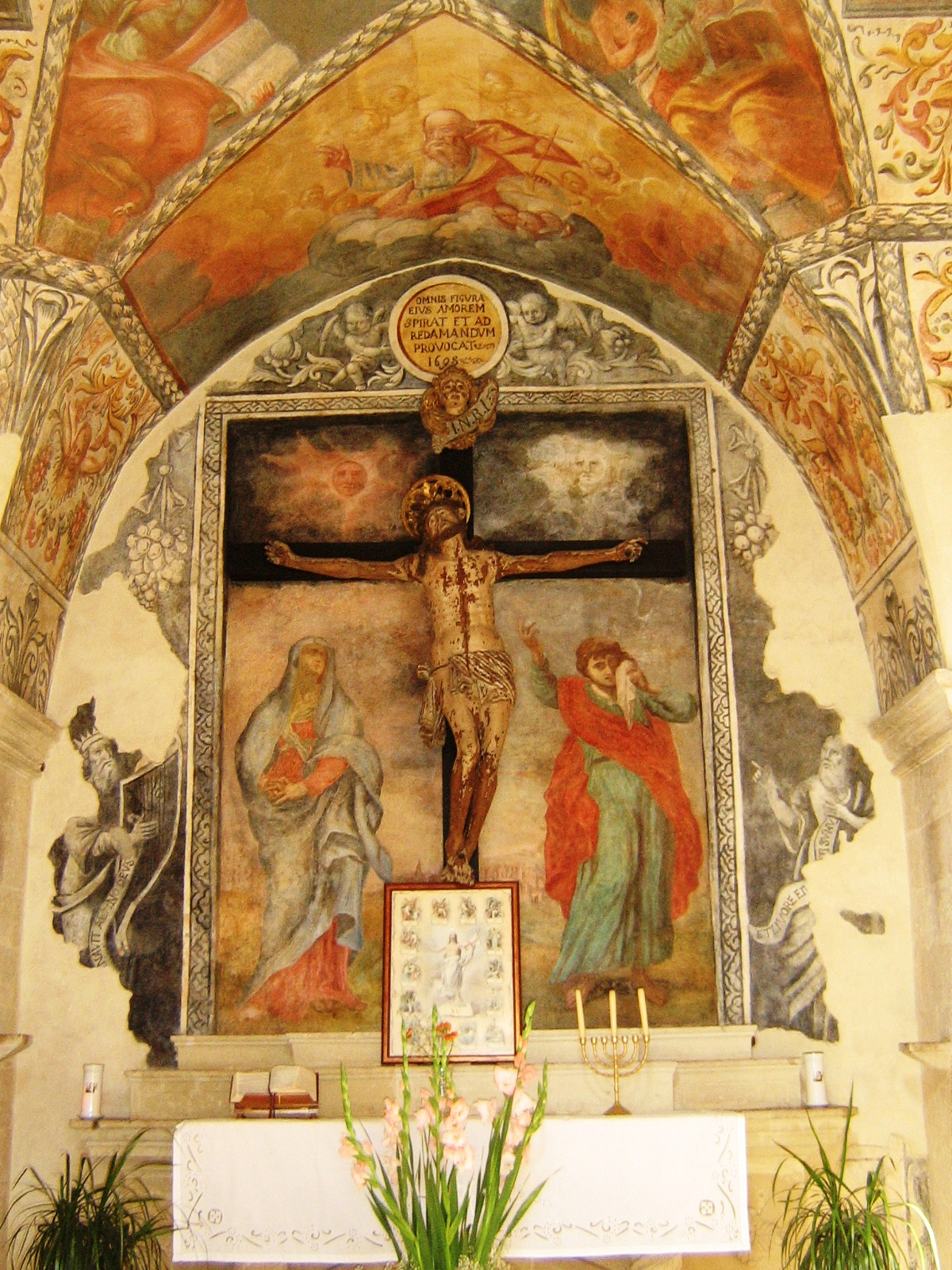
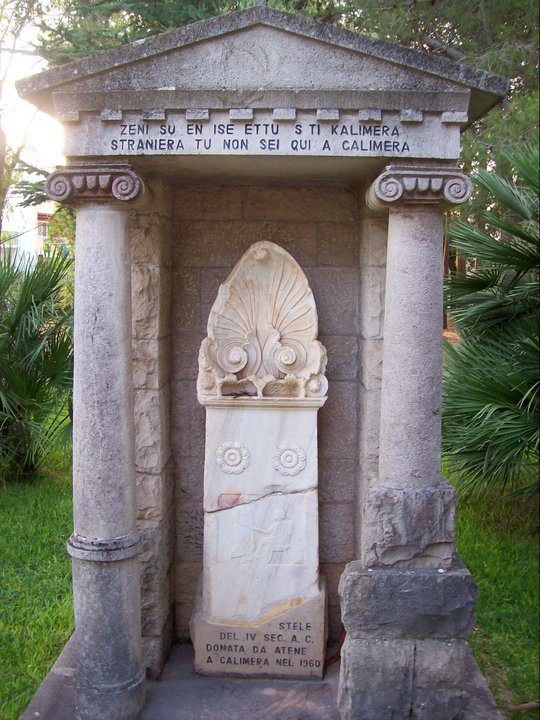